# Rodolfo Budib Lichtle
Jorge Rodolfo Budib Lichtle (Puebla de Zaragoza, Puebla, 13 de agosto de 1947) es un político mexicano, miembro del Partido Revolucionario Institucional (PRI). Ha sido diputado federal, local y senador.

## Biografía
Es licenciado en Administración de Empresas egresado de la Benemérita Universidad Autónoma de Puebla (BUAP). Es miembro activo del PRI desde 1969, perteneciendo en 1970 al Frente Juvenil Revolucionario.
En 1972 fue secretario privado del gobernador de Puebla Gonzalo Bautista O'Farrill, en 1973 fue asesor en materia económica del Centro de Estudios Políticos, Económicos y Sociales (CEPES) de Puebla, y en 1974 fue asesor de la Subsecretaría de Inspección Fiscal de la Secretaría de Hacienda y Crédito Público.
Entre 1976 y 1982 ocupó funciones partidistas, como delegado del PRI en varios municipios poblanos y a las asambleas nacionales XII, XIII y XIV. En 1983 fue consejero de la Aseguradora Nacional Agrícola y Ganadera (Agro Asemex) y en 1984 fue vocal del Consejo Consultivo de Seguridad Pública de Puebla.
En 1985 fue elegido diputado federal por el Distrito 11 de Puebla a la LIII Legislatura que concluyó en 1988. Al concluir, en 1989, fue presidente del Consejo Estatal para la Gestión y el Desarrollo del comité estatal del PRI.
De 1990 a 1993 fue diputado a la LI Legislatura del Congreso del Estado de Puebla por el distrito 1 local; y en 1994 fue elegido senador suplente en segunda fórmula por su estado, siendo senador propietario Melquiades Morales Flores y cuyo periodo correspondería a las Legislaturas LVI y LVII. Melquiades Morales solicitó licencia al cargo en agosto de 1997 para buscar la candidatura del PRI a la gubernatura de Puebla, misma que logró y para la que fue electo; en consecuencia, el 1 de septiembre de 1997 Budib asumió la senaduría y permaneció en ella hasta el final de su periodo constitucional en 2000.